# Arthur Kajanus

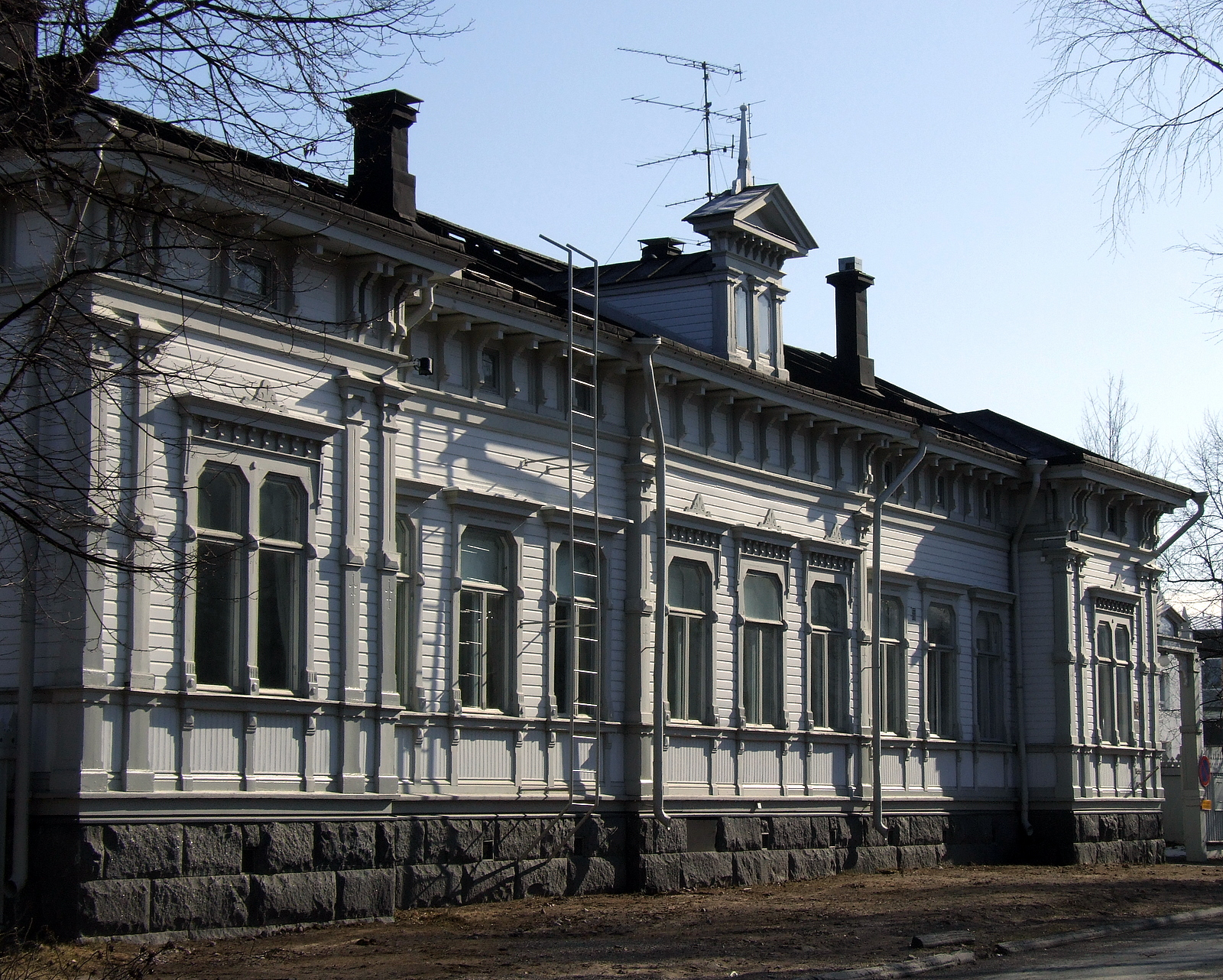
Rauhala Villa Restaurant i Uleåborg, 1898

Otto Arthur August Kajanus, född 1850 i Helsingfors, död 1904 i Åbo, var en finländsk arkitekt och ingenjör. Kajanus studerade vid Kejserliga Alexanders Universitetet i Finland mellan 1864 och 1865, men avbröt sedan studierna. År 1874 tog han examen som ingenjör från en skola i Hannover, varefter han återvände till Finland. År 1881 tog han anställning på Uleåborgs Mekaniska Werkstads AB, tillverkare av bogserbåtar och mindre farkoster såväl som ångmotorer och ångpannor.
År 1883 flyttade Kajanus till Åbo, där han fick anställning som stadsingenjör och stadsarkitekt fram till 1887, varefter han enbart var stadsarkitekt, en ställning han behöll fram till sin död.

## Verk av Arthur Kajanus
- Villa Carlo, Runsala, Åbo, Finland - 1885
- Rauhala, Mannengatan 1, Uleåborg, Finland - 1898
- Cafenoir, Eerikgatan 8, Åbo, Finland - 1889
- Wicander & Larsson korkfabrik, Åbo, Finland - 1893